# 澳門商報
澳門商報（Macao Commercial Post）是澳門的一份周報，創刊於2006年6月6日，由澳門商報國際傳媒集團創辦，定位為一份經濟生活類報紙。宗旨為「立足澳門，面向『泛珠』，輻射中華，走向世界」。報名由全國政協副主席、澳門中華總商會會長馬萬祺提寫。
報紙初期為全彩色四開28版，逢二出版。2008年6月6日起改為對開12版的大報，逢周四出版。